# Rosario Romaní
Rosario Romaní Díaz (Ayacucho, 21 de febrero) es una periodista y columnista peruana especializada en casos de corrupción. Forma parte del equipo de periodistas de InfoPaís.pe y Hablemos Perú de Epicentro TV. .

## Biografía
Nacida en Ayacucho, estudió en la Universidad San Cristóbal de Huamanga y en la Universidad Jaime Bausate y Meza, donde obtuvo una maestría en Comunicación y Marketing. Desde 2007, se ha dedicado a la investigación de casos de corrupción en la región de Ayacucho.
A partir de 2011, fue objeto de querellas y acosos por parte de las autoridades de Ayacucho, debido a investigaciones que difundieron información de interés público sobre el Gobierno Regional de dicha región.